# Veinge
Veinge är en tätort i Veinge socken i Laholms kommun i Hallands län.
I Veinge by, sedan 2015 sammanvuxen med Veinge, finns Veinge kyrka.

## Historia
Det finns flera stora gravhögar i Veinge.[källa behövs]
Då Veinge är beläget utmed järnvägen mellan Halmstad och Markaryd och tidigare även vid Västkustbanan, var orten fram till 1963[källa behövs] en knutpunkt för järnvägstrafik. I dag står endast stationsbyggnaden och diverse lagerlokaler kvar från denna tid. 2028 planeras Veinge att bli en pågatågsstation.

### Befolkningsutveckling
| Befolkningsutvecklingen i Veinge 1960–2020    | Befolkningsutvecklingen i Veinge 1960–2020 | Befolkningsutvecklingen i Veinge 1960–2020 | Befolkningsutvecklingen i Veinge 1960–2020 | Befolkningsutvecklingen i Veinge 1960–2020 |
| --------------------------------------------- | ------------------------------------------ | ------------------------------------------ | ------------------------------------------ | ------------------------------------------ |
|                                               |                                            |                                            |                                            |                                            |
| År                                            |                                            |                                            | Folkmängd                                  | Areal (ha)                                 |
| 1960                                          | 1960                                       |                                            | 532                                        |                                            |
| 1965                                          | 1965                                       |                                            | 595                                        |                                            |
| 1970                                          | 1970                                       |                                            | 631                                        |                                            |
| 1975                                          | 1975                                       |                                            | 1 066                                      |                                            |
| 1980                                          | 1980                                       |                                            | 1 161                                      |                                            |
| 1990                                          | 1990                                       |                                            | 1 317                                      | 131                                        |
| 1995                                          | 1995                                       |                                            | 1 248                                      | 131                                        |
| 2000                                          | 2000                                       |                                            | 1 180                                      | 131                                        |
| 2005                                          | 2005                                       |                                            | 1 176                                      | 131                                        |
| 2010                                          | 2010                                       |                                            | 1 190                                      | 131                                        |
| 2015                                          | 2015                                       |                                            | 1 417                                      | 205                                        |
| 2020                                          | 2020                                       |                                            | 1 519                                      | 207                                        |
| Anm.: 2015 sammanvuxen med småorten Veinge by |                                            |                                            |                                            |                                            |